# Мачел Седеніо
Мачел Седеніо (англ. Machel Cedenio, нар. 6 вересня 1995) — тринідадський легкоатлет, який спеціалізується в бігу на короткі дистанції.

## Спортивні досягнення
Фіналіст Олімпійських ігор у бігу на 400 метрів (2016, 4-е місце) та в естафетному бігу 4×400 метрів (2021, 8-е місце).
Чемпіон світу з естафетного бігу 4×400 метрів (2017).
Срібний призер чемпіонату світу в естафетному бігу 4×400 метрів (2015).
Бронзовий призер чемпіонату світу в приміщенні в естафетному бігу 4×400 метрів (2016, виступав у забігу).
Переможець (2019) та бронзовий призер (2014) Світових естафет в естафетному бігу 4×400 метрів.
Чемпіон світу серед юніорів у бігу на 400 метрів (2014).
Бронзовий призер чемпіонату світу серед юніорів в естафетному бігу 4×400 метрів (2012).
Чемпіон (2015) та бронзовий призер (2019) Панамериканських ігор в естафетному бігу 4×400 метрів. Срібний призер Панамериканських ігор у бігу на 400 метрів (2015)
Чемпіон Ігор Співдружності в естафетному бігу 4×400 метрів (2022).
Багаторазовий чемпіон країни у спринтерських та естафетних дисциплінах.
Рекордсмен Тринідада і Тобаго в бігу на 400 метрів та в естафетному бігу 4×400 метрів (2.58,12; 2017).